# Дудін Леонід Микитович

Леонід Микитович Дудін (нар. 14 серпня 1916 — пом. 28 липня 1970) — радянський офіцер, учасник Німецько-радянської війни, Герой Радянського Союзу (1944).

## Біографія
Леонід Микитович Дудін народився 14 серпня 1916 року в селі Конево Томської губернії, нині в складі Тогучинського району Новосибірської області у селянській родині. Росіянин. Закінчив сільську середню школу та курси механізаторів, працював механізатором МТС. У 1936 році закінчив два курси Томського автодорожнього технікуму.
З 1938 року у Червоній Армії.
У боях німецько-радянської війни з листопада 1941 року. Командир батальйону 81-го гвардійського стрілецького полку 25-ї гвардійської стрілецької дивізії 6-ї армії Південно-Західного фронту гвардії старший лейтенант Леонід Микитович Дудін відзначився в битві за Дніпро. Вміло організувавши форсування Дніпра 26 вересня 1943 року в районі села Військове (Солонянський район Дніпропетровської області) батальйон Л. М. Дудіна з 26 по 29 вересня відбив 20 контратак ворога та втримав свої позиції.
22 лютого 1944 гвардії старшому лейтенанту Дудіна Леоніду Микитовичу присвоєно звання Героя Радянського Союзу з врученням ордена Леніна і медалі «Золота Зірка» (№ 2512).
У складі 2-го Українського фронту він звільняв Правобережну Україну, брав участь у Корсунь-Шевченківській, Бузько-Дніпровської, Яссько-Кишинівської наступальних операціях і в визволенні Румунії, Угорщини, Чехословаччини.
Після війни продовжував службу в армії.
У 1950 році закінчив Військову академію імені М. В. Фрунзе.
З 1953 року майор Л. М. Дудін у запасі. Жив і працював в Одесі. Помер 28 липня 1970 року.